# Farid Sid
Farid Sid   (Perpinyà, 27 de març de 1979) és un jugador de rugbi a 15 francès que juga en la posició de 3/4 Ala a la USAP (1,81 m per a 98 kg).

## Carrera

### Clubs
- 1997-2003: Unió Esportiva Arlequins de Perpinyà o USAP
- 2003-2004: US Colomiers
- 2004-2008: CA Brive
- des del 2008: USAP